# Eberhard Brecht
Eberhard Brecht (nascido em 20 de fevereiro de 1950) é um político alemão. Nasceu em Quedlinburg, Saxônia-Anhalt, e representa o SPD. Eberhard Brecht serviu como membro do Bundestag do estado da Saxónia-Anhalt de 1990 a 2001 e desde 2019.

## Vida
Ele foi membro do Volkskammer 1990 e do Bundestag de 1990 a 2001 e desde outubro de 2019. De 2001 a 2015 foi Lord Mayor de Quedlinburg. Ele é membro do Comité de Defesa.